# Clase Oliver Hazard Perry
La clase Oliver Hazard Perry (denominadas también como Clase Perry o FFG-7) son un conjunto de fragatas de misiles guiados que entraron en servicio en la Armada de los Estados Unidos en las décadas de los 70 y 80. Su cometido principal es la escolta y guerra antisubmarina (ASW, siglas en inglés), y han sido adoptadas por otras marinas de guerra de todo el mundo. Lleva el nombre del comodoro estadounidense Oliver Hazard Perry, el héroe de la batalla del Lago Erie. Los buques de guerra fueron diseñados en los Estados Unidos a mediados de la década de 1970 como buques de escolta de uso general lo suficientemente económicos como para comprarlos en grandes cantidades para reemplazar a los destructores de la época de la Segunda Guerra Mundial y complementan las fragatas de la clase Knox de la década de 1960.
En el "plan de flota alto bajo" del almirante Elmo Zumwalt, los FFG-7 eran los barcos de baja capacidad con los destructores de clase Spruance sirviendo como barcos de alta capacidad. Destinado a proteger las fuerzas de desembarco anfibio, los grupos de suministro y reabastecimiento y los convoyes mercantes de aviones y submarinos. Posteriormente, también formaron parte de grupos de acción de superficie centrados en acorazados y grupos de batalla/grupos de ataque de portaaviones. Se construyeron cincuenta y cinco barcos en los Estados Unidos: 51 para la Marina de los Estados Unidos y cuatro para la Marina Real Australiana (RAN). Se construyeron ocho en Taiwán, seis en España y dos en Australia para sus armadas. Antiguos buques de guerra de esta clase de la Marina de los EE. UU. han sido vendidos o donados a las armadas de Baréin, Egipto, Polonia, Pakistán, Taiwán y Turquía.
La primera de las 51 fragatas Oliver Hazard Perry construidas por la Marina de los EE. UU. entró en servicio en 1977, y la última que quedaba en servicio activo, la USS Simpson, fue dada de baja el 29 de septiembre de 2015. Las naves retiradas fueron desguazadas o transferidas a otros armadas para continuar en servicio. Algunas de las fragatas de la Marina de los EE. UU., como la USS Duncan (14,6 años en servicio) tuvieron carreras bastante cortas, mientras que algunas duraron más de 30 años en el servicio activo de los EE. UU., y algunas duraron incluso más después de ser vendidas o donadas a otras marinas. En 2020, la Armada anunció la nueva clase Constellation como su última clase de fragatas.

## Historia

### Nombre
El origen del nombre de estas fragatas se debe al famoso oficial de la marina de los EE. UU. El comandante Oliver Hazard Perry (20 de agosto de 1785 - 23 de agosto de 1819), héroe en la guerra anglo-estadounidense de 1812, destacado por su hazaña defensiva en la batalla del Lago Eyre. La primera nave construida lleva este nombre, y por extensión, da también nombre a toda la clase.

### Misión y diseño

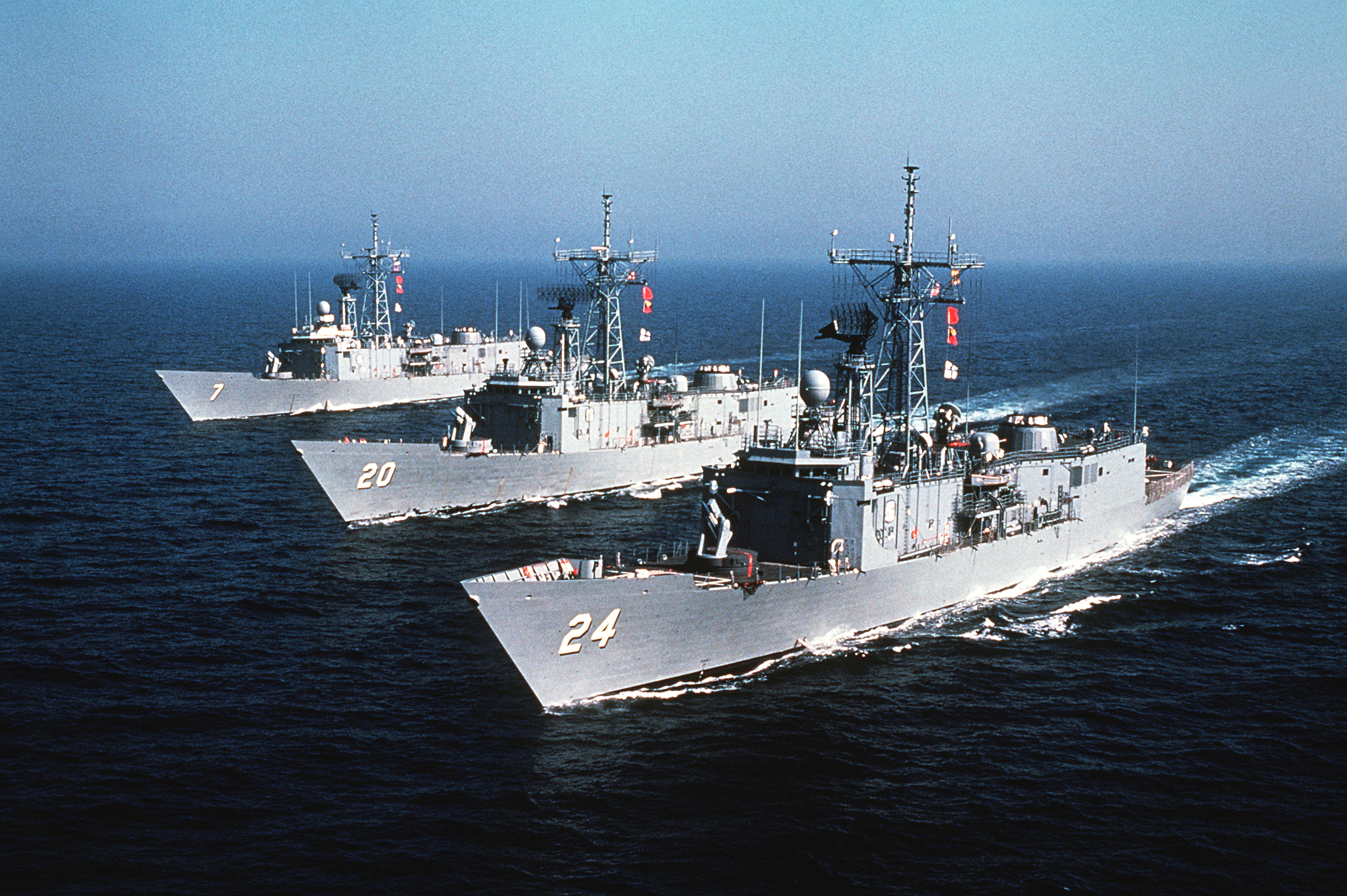
Tres fragatas estadounidenses de la clase Oliver Hazard Perry. Los buques son el USS Oliver Hazard Perry (FFG-7), el USS Antrim (FFG-20) y el USS Jack Williams (FFG-24). Imagen de 1982.

Las fragatas corresponden a la estrategia antisubmarina desarrollada por los EE. UU. en el marco de la Guerra Fría, en donde los submarinos soviéticos de propulsión nuclear suponían un grave riesgo para la flota norteamericana. Este concepto de batalla, condiciona que el armamento a bordo, así como las aeronaves, se especializaran en un cometido específico, como barcos antisubmarinos. El proyecto se llevó a cabo en los astilleros de Bath Iron Works, asociados con los diseñadores navales Gibbs & Cox, a partir de dos variantes básicas: Una de casco corto (136 metros) denominada como Flight I y otra de casco largo (138 metros) denominada Flight III.
Cuando el almirante Elmo Zumwalt era comandante de operaciones navales propuso el concepto de Marina Alta-Baja. La flota tendría  naves de ataque complejas, costosas y altamente eficientes, y también buques de guerra simples y baratos. Estos últimos incluían a las fragatas clase Perry, diseñadas para ser construidas en gran número y ser baratas. La Marina de los EE. UU. quería tener la mayor flota posible con el dinero disponible. Así junto a barcos caros y complejos podrían operar barcos baratos y más sencillos. En este caso los destructores clase ''Spruance'' eran la solución cara y las fragatas clase Perry la barata para la misma misión.
Con las FFG-7 se tomó una decisión innovadora, se diseñó el esquema del barco por ordenador y de acuerdo con los requerimientos dados. Así el diseño se completó en 18 horas y luego un equipo de ingenieros solo lo refinó. Esto ayudó a acortar el desarrollo y a reducir costes allá donde fuera posible. Este hecho supuso la maduración de la escuela moderna de diseño de buques de guerra estadounidenses. Utilizando técnicas de diseño tradicionales las FFG-7 hubieran tenido alrededor de 5.000 toneladas de desplazamiento, mientras que con el diseño computerizado de coste mínimo se logró un desplazamiento total máximo de 4.200 toneladas, con la misma capacidad de combate.
El diseño era simple y se centraba en la producción en serie y coste reducido. Las fragatas serían las principales naves de escolta de la Armada, reemplazándo viejos destructores y complementando las fragatas clase Knox y destructores clase Farragut y Charles F. Adams. Para facilitar la fabricación y reducir el costo de instalación y operación la superestructura tenía formas rectas. Para reducir más los costes se instaló el motor de turbina de gas de General Electric con un solo eje. A la US Navy no le entusiasmaban los escoltas de una sola hélice, pero el diseño por ordenador y experiencia en combate en la Segunda Guerra Mundial indicaban que la solución era éficaz. La central eléctrica de la clase Oliver H. Perry era la misma que las empleadas en cruceros y destructores. El armamento instalado buscaba optimizar los roles antisubmarinos y de defensa aérea cercana. Los estadounidenses olvidaron el patriotismo y se centraron en precio/eficacia, firmando un contrato con Oto Melara para comprar sus cañones 76mm /L62.
Para dotarse con el mayor número posible de buques de escolta las Perry eran un modelo simple de barco de guerra pero a la vez eficiente en operaciones. De esta forma llevaban una sola hélice, un solo timón, un solo cañón, un solo lanzamisiles, un solo sistema CIWS de defensa de punto, etc.. De esta forma salían económicas de fabricar y operar. Pero los requerimientos operativos  hicieron que el diseño final tuviera más complejidad que la prevista. Para mejorar su capacidad antisubmarina se les dotó de un doble hangar para operar 2 helicópteros SH-2 Seasprite integrados en el sistema LAMPS I. Posteriormente el resto de fragatas operarían 2 Sikorsky SH-60B Seahawk y el avanzado sistema LAMPS III.
En la US Navy las FFG clase Perry fueron empleadas para escolta de grupos de combate de portaaviones, cobertura de defensa de zona para operaciones anfibias y escolta de convoyes mercantes. Por su tamaño con el tiempo han pasado a realizar tareas de patrulla cerca de la costa, interceptación de contrabando y narcotráfico, control de tráfico marítimo y lucha contra la piratería.

### Operadores
Además de EE. UU. otros tres países las han construido, con algunas modificaciones.
- Australia: clase Adelaide.
- España: clase Santa María.
- Taiwán: clase Cheng Kung.

Una vez retiradas de la US Navy muchas fragatas han sido cedidas, vendidas o alquiladas a Turquía, Taiwán, Baréin, Egipto, Pakistán y Polonia.
Los astilleros norteamericanos construyeron un total de 54 unidades a lo largo de las décadas 70 y 80, incluyendo cuatro para la Marina Real Australiana. Posteriormente, fueron vendidas de segunda mano o cedidas varias unidades a distintos países, como Turquía, Egipto o Polonia, para repotenciar sus marinas de guerra, que generalmente tenían barcos de una generación anterior. Además, el proyecto fue transferido a varias naciones, para que fuese construido en sus propios astilleros, bajo patente de construcción y con equipos de navegación nacionales, como es el caso de la armada de Taiwán, la armada australiana (con dos unidades además de las cuatro ya construidas en EE. UU.) o a la Armada de España, denominadas como Fragatas Clase Santa María con características peculiares.

### Bautismo de Fuego e historial de combate

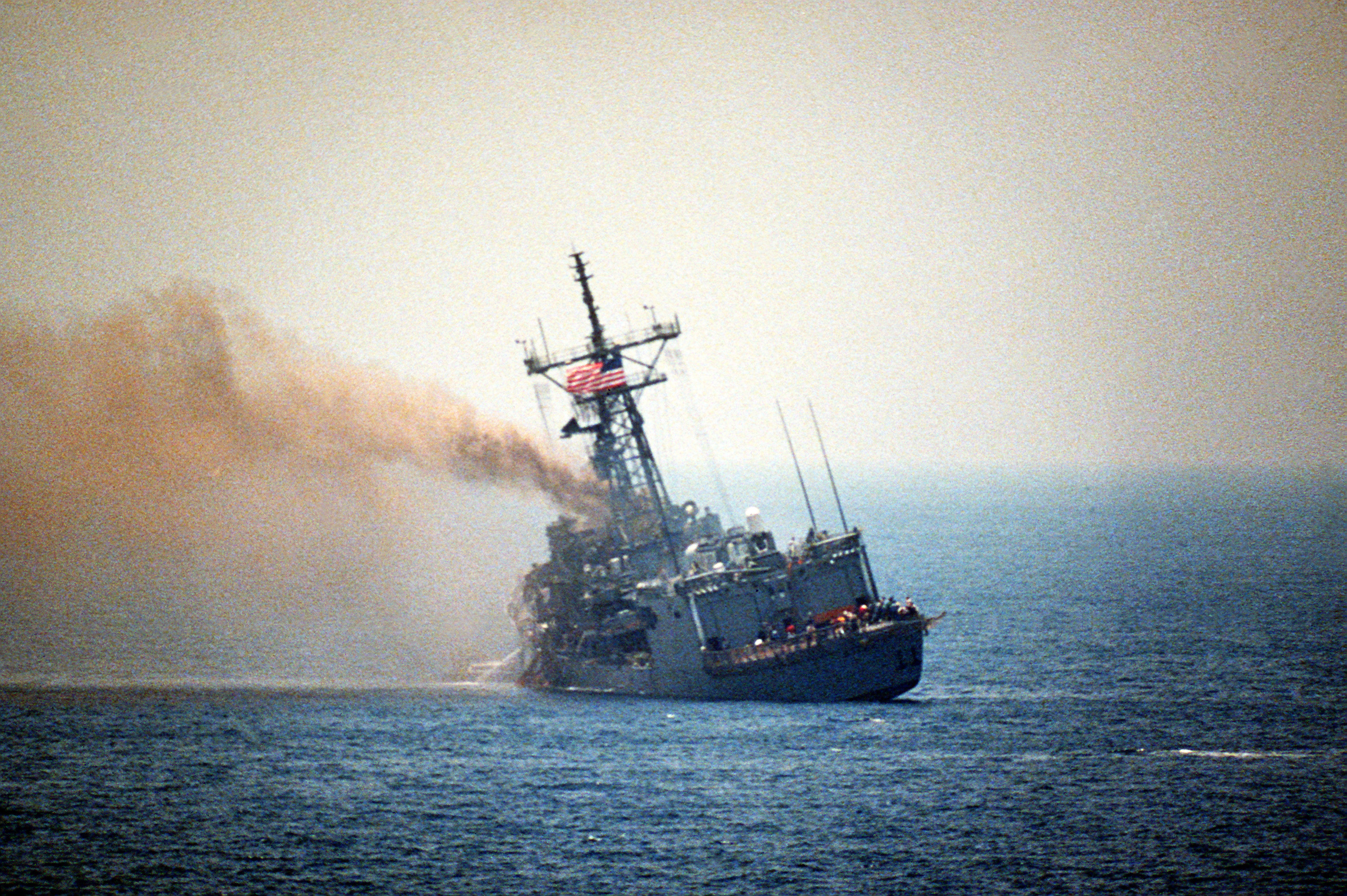
La fragata USS Stark (FFG-31) poco después de ser alcanzada por dos misiles Exocet de la aviación iraquí (1987).

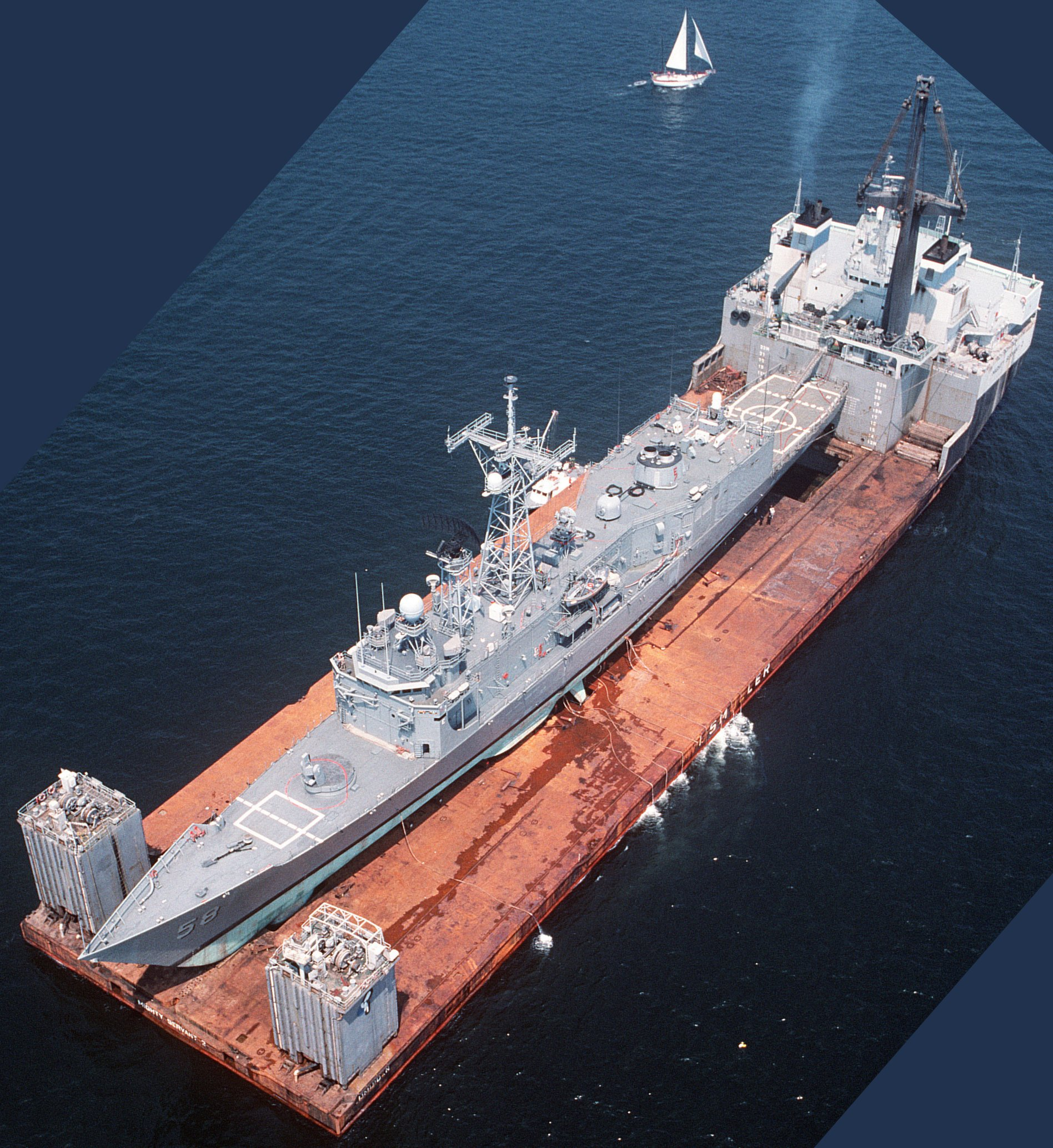
La fragata USS Samuel B. Roberts (FFG-58) siendo transportada para su reparación tras chocar con una mina iraní (1988).

Las primeras unidades de esta moderna fragata misilera, estuvieron presentes en el Golfo Pérsico, en el transcurso de la guerra Irano-iraquí que ocupó gran parte de la década de los 80. EE. UU., pese a ser un país no beligerante en el conflicto, fue objeto de varios ataques accidentales de Irak. Así, el 17 de mayo de 1987 la fragata USS Stark (FFG-31) de la clase Oliver Hazard Perry fue atacada por un avión Mirage F1 iraquí, que Francia vendió a Irak, que lanzó un misil Exocet, con el resultado de treinta y siete marineros muertos, y varios heridos. 
En abril de 1988 la fragata USS Samuel B. Roberts (FFG-58), de la misma clase que la anterior, estuvo a punto de hundirse por una mina de Irán, sin que se registraran víctimas mortales. Este tipo de fragatas efectuaron peligrosas misiones de combate, como la Operación Earnest Will, de escolta a barcos petroleros que abandonaban el Golfo Pérsico en su paso por el Estrecho de Ormuz y su navegación por el Golfo de Adén, además de búsqueda de minas y defensa de plataformas petrolíferas, atacadas por fuerzas navales de Irán.
Durante la Operación Praying Mantis (Mantis Religiosa) las clase Perry tomaron parte en combate real. El grupo Surface Action Group Charlie, liderado por el crucero USS Wainwright y que incluía a las fragatas Perry USS Simpson y USS Bagley, atacó la plataforma petrolífera de Sirri con fuego de artillería. Posteriormente la lancha rápida lanzamisiles Joshan realizó maniobras amenazadoras contra el SAG Charlie. La nave iraní lanzó un misil y la fragata USS Simpson respondió con el lanzamiento de cuatro misiles Standard SM-1 en modo superficie-superficie, logrando cuatro blancos. Finalmente la lancha lanzamisiles fue rematada con fuego de artillería. La USS Gary coordinaba la protección de las plataformas Hercules y Wimbrown VII durante la operación. Reclamó el derribo de un misil Silkworm, no reconocido oficialmente.
Durante la guerra del Golfo en 1991, las fragatas lanzaron sus helicópteros contra plataformas iraquíes y destruyeron plataformas petroleras con fuego de artillería.

## Modernizaciones

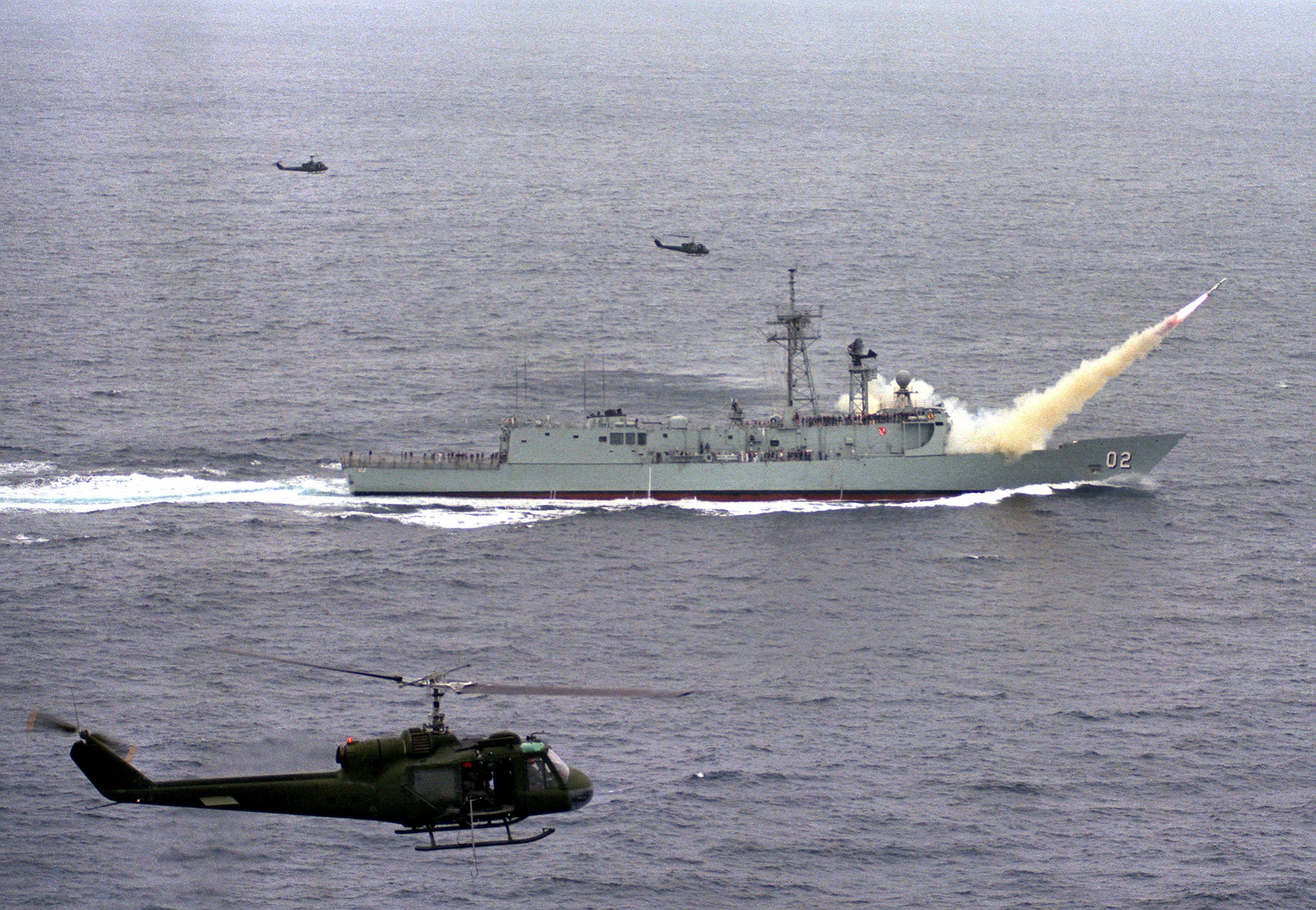
Fragata australiana HMAS Canberra lanzando un misil Harpoon

### EEUU
Las últimas fragatas activas en la Armada de los EE. UU. de la variante casco largo Flight III, recibieron varias mejoras, con el propósito de reducir los gastos de mantenimiento y aumentar su capacidad ofensiva. En este sentido, fue modernizada la unidad motriz y retirado el lanzador de misiles, dejando la defensa aérea en manos del nuevo Sistema de Combate Aegis, como en los buques más modernos de la clase Ticonderoga, y el reciente Arleigh Burke. 

### Otros países
En cuanto a los buques australianos y turcos, al lanzador de misiles Mk-13 y capacidad de lanzar misiles SM-1MR se le ha añadido un lanzador vertical tipo Mk-41 a proa, integrado por celdas dentro del casco para lanzar misiles 'Sea Sparrow'. 
En Australia se les incorporó un nuevo sistema de combate (nuevas computadoras y consolas con un sistema LAN para transmisión de datos a mayor velocidad, nuevo radar de búsqueda aérea, nuevo sonar de casco y sonar remolcado). Se incrementó el desplazamiento en 100 toneladas métricas. Aprovechando la actualización se renovó el sistema de generación de potencia eléctrica, se actualizó el sistema de control de tiro, el señuelo de torpedos Nixie se integró en tres fragatas. El sistema de lanzamiento de misiles Standard se actualizó para emplear misiles SM-2 y misiles antibuque Harpoon ( normally 32 Standard + 8 Harpoon). Además se añadió una lanzador vertical MK41 con 8 células, que puede albergar 32 misiles RIM-162 ESSM. Por último se mejoró el sistema Phalanx, llevándolo a la versión Bloque 1B. Se conservaron los dos lanzadores tripes de torpedos MU90.
El Comando de las  Fuerzas Navales Turcas opera 8 fragatas que conforman la Classe Gabya. Todas fueron modernizadas con el sistema de gestión de combate GENESIS desarrollado por la empresa pública local Havelsan  Las  unidades “Giresun” (F491), “Gediz” (F495), “Gokova” (F496) y “Goksu” (F497) recibieron además otras mejoras  significativas, incluyendo el  sistema de lanzamiento vertical de misiles superficie-aire de 8 células Mk 41 y radar tridimensional de vigilancia aérea y de superficie SMART-S Mk 2, además fue modernizado el director de tiro. 
Como en la marina de EE. UU. las FFG-7 se reemplazaron de forma programada han sido ofrecidas a otros países para repotenciar sus marinas de guerra con este barco que puede realizar las diversas operaciones navales: mando de la flota, caza submarinos, guardacostas, apoyo naval a otros barcos de guerra, escolta, rescate y patrulla marítima.

## Países operadores
Las FFG-7 ha tenido un notable éxito de exportación, ya sea mediante la construcción en astilleros norteamericanos o transfiriendo la tecnología necesaria para su desarrollo en el extranjero. Desde finales de los 90, y con la entrada en servicio de buques más modernos en la Marina de los EE. UU., el gobierno de este país ha optado por ceder unidades (en algunos casos a precios simbólicos) a terceros países con una relación de cooperación muy estrecha. En total se han construido 69 unidades, repartiéndose del siguiente modo en distintas marinas:
- Australia. (Clase Adelaida). La Marina Real Australiana compró seis fragatas. Cuatro fueron construidas en Estados Unidos y otras dos en Australia. Fueron modernizadas en el año 2000 con la integración de 8 celdas de lanzamiento vertical Mk.41 y misiles Evolved Sea Sparrow (ESSM), con el Sistema de lanzamiento vertical.
- Baréin. Una unidad adquirida de segunda mano a la marina de los Estados Unidos.
- Egipto. (Clase Mubarak). La marina egipcia adquirió cuatro unidades a la US Navy.
- Pakistán. Le fue transferida la FFG-8 en agosto de 2010,[5] y se espera que le sean transferidas un total de 6 unidades.[6]
- Polonia. Estados Unidos transfirió en el año 2000 dos unidades a la marina polaca, con el objetivo de mejorar su obsoleta flota de origen soviético.
- República de China, Taiwán. (Clase Cheng Kung). Entre los años 1993 y 2004 esta armada asiática puso en servicio 8 fragatas de la clase Perry, cambiando los misiles Harpoon por los Hsuing Feng II de fabricación nacional.
- España. (Clase Santa María). La Armada Española botó seis fragatas con un diseño distinto del original, introduciendo equipamiento de origen español y otros cambios. Han sido modernizadas en varias ocasiones.
- Turquía. (Clase G). La marina turca recibió ocho naves de la estadounidense. Una novena fragata se empleó como fuente de repuestos para las 8 en servicio. Turquía introdujo sustanciales actuaciones en sus fragatas.
- Estados Unidos. La US Navy asignó entre los años 1977 y 1989 cincuenta y una fragatas clase Oliver H. Perry. En 2008 continúan activas 28, estando el resto transferidas a otras marinas, desmanteladas, en la reserva o hundidas como blancos flotantes en ejercicios de entrenamiento. Las múltiples modernizaciones efectuadas han ocasionado que el equipamiento actual sea muy diferente al original. (Las fragatas aún activas carecen de capacidad para lanzar misiles, siendo su cometido principal la escolta antisubmarina de las grandes flotas).
- Chile. La Armada de Chile reemplazo dos fragatas antiaéreas clase L Capitán Prat (FFG-11) y Almirante Latorre (FFG-14) de la Escuadra Nacional con las fragatas antiaéreas Clase Adelaide HMAS Melbourne (FFG 05) y HMAS Newcastle (FFG 06) de la Armada Real Australiana (RAN). el que considera además un completo paquete logístico e instrucción del personal.[7]

## Operadores potenciales
- México. En 2013 el Congreso estadounidense aprobó la entrega a México de dos fragatas de misiles clase Oliver Hazard Perry (FFG-38 y FFG-41), dichas naves serán reparadas y modernizadas en territorio mexicano, sin embargo, a fecha de 2019, esa transferencia no se produjo.